# Silvio Conrado
Silvio Enrique Conrado Gómez (18 de febrero de 1945 - 17 de febrero de 2018) fue un economista y director nicaragüense del Banco Centroamericano de Integración Económica (BCIE) en funciones desde 2002 hasta su muerte. En 2007, fue miembro de la Comisión Especial para la Promoción de las Inversiones (Pro-Nicaragua). Fue ampliamente considerado como la persona clave en el manejo de los recursos financieros y la estabilidad macroeconómica de Nicaragua. Desde 2002 también era director del Banco Central de Nicaragua, y sirvió un término como presidente de 2006 a 2010.
Conrado tenía un doctorado en economía y era miembro del Frente Sandinista de Liberación Nacional. Fue el principal asesor económico del presidente Daniel Ortega. Entre los muchos proyectos que Conrado facilitó Conrado para Nicaragua fue el de 76 millones de dólares del nuevo Hospital Fernando Vélez Paiz de Managua, inaugurado en enero de 2018 y un proyecto de 238 millones de dólares para renovar las carreteras en Nicaragua. Los proyectos anteriores incluyeron la construcción de infraestructura para la generación de electricidad, el suministro de agua, la gestión de aguas residuales y la gestión y descontaminación de residuos, así como medidas financieras y de seguros, y diversos desarrollos en la agricultura, la ganadería, la silvicultura y la pesca.

## Acusaciones
En junio de 2003, Conrado fue procesado por los cargos de estupro, corrupción de menores y proxenetismo. El juez desestimó los cargos en noviembre de 2003.
En 2008, en el caso Cenis, Conrado estaba entre los acusados del gobierno de delitos económicos, incluido el fraude y el tráfico de influencias. En 2011 se retiraron los cargos. [ cita requerida ]

## Vida personal y muerte
Conrado nació el 18 de febrero de 1945 siendo hijo de Eduardo Conrado Vado y María Gómez, el menor de tres hermanos. Estaba casado con Miriam Karim de Conrado y tuvieron tres hijos. Conrado murió de un paro cardíaco en la mañana del sábado 17 de febrero de 2018. El 18 de febrero, el gobierno celebró un funeral por Conrado, presidido por el presidente Daniel Ortega. En el servicio Ortega otorgó póstumamente a Conrado la Orden de la Independencia Cultural Rubén Darío.